# فالمونت (كولومبيا البريطانية)
فالمونت (بالإنجليزية: Valemount)‏ هي بلدة تقع في كندا في كولومبيا البريطانية.